# Stardog Champion
Stardog Champion (ibland kallat Mother Love Bone) är en kompilation över låtar från bandet Mother Love Bone. Albumet släpptes 1992 och innehåller material från EP:n Shine och albumet Apple

## Låtlista
Skiva ett:
1. "This Is Shangrila" (Wood/Gossard/Mother Love Bone) - 3:41
2. "Stardog Champion" (Wood/Gossard/Mother Love Bone) - 4:58
3. "Holy Roller" (Wood/Ament/Mother Love Bone) - 4:26
4. "Bone China" (Wood/Gossard/Mother Love Bone) - 3:45
5. "Come Bite the Apple" (Wood/Gossard/Mother Love Bone) - 5:25
6. "Stargazer" (Wood/Mother Love Bone) - 4:49
7. "Heartshine" (Wood/Mother Love Bone) - 4:15
8. "Captain Hi-Top" (Wood/Mother Love Bone) - 3:05
9. "Man of Golden Words" (Wood/Mother Love Bone) - 3:40
10. "Capricorn Sister" (Apple version) (Wood/Gossard/Mother Love Bone) - 4:17
11. "Gentle Groove" (Wood/Mother Love Bone) - 4:02
12. "Mr. Danny Boy" (Wood/Gossard/Mother Love Bone) - 4:49
13. "Crown of Thorns" (Wood/Mother Love Bone) - 6:21
14. "Thru Fade Away" (Wood/Gossard/Mother Love Bone) - 3:40
15. "Mindshaker Meltdown" (Wood/Gossard/Mother Love Bone) - 3:47
16. "Half Ass Monkey Boy" (Wood/Mother Love Bone) - 3:18
17. "Chloe Dancer/Crown of Thorns" (Wood/Mother Love Bone) - 8:40

Skiva 2 (bonusskiva):
1. "Capricorn Sister" (Shine version) (Wood/Gossard/Mother Love Bone) - 3:54
2. "Lady Godiva Blues" (Wood/Ament/Gilmore/Fairweather/Gossard) - 3:23